# Resarö
Resarö és una illa de 4 kilòmetres de llarg de l'Arxipèlag d'Estocolm que pertany al municipi de Vaxholm (Comtat d'Estocolm, Suècia). Tenia 2,347 habitants l'any 2005. Resarö inclou el lloc d'Ytterby, que és conegut perquè s'hi van descobrir algunes terres rares.

## Història
Durant la seva estada a Vaxholm, Carl Axel Arrhenius va visitar la mina de feldespat al poble de Ytterby, a l'illa de Resarö, a prop de Vaxholm. Va trobar un mineral fosc que va anomenar iterbita i va enviar una mostra al químic Johan Gadolin a la Universitat d'Åbo per a una anàlisi posterior. Això va permetre el descobriment de quatre nous elements per diversos químics: itri, terbi, erbi, i iterbi i, finalment, amb la resta de metalls de les terres rares, incloent escandi, lantani, ceri, neodimi i tuli.